# Ricardo Álvarez
Ricardo Antonio Álvarez Arias, conocido como Ricardo Álvarez (Ciudad de Panamá, Panamá, 4 de febrero de 1963), es un administrador de empresas y político hondureño y panameño de nacimiento. Ejerció los cargos de diputado por el departamento de Francisco Morazán (2002-2006) y alcalde del Distrito Central (2010-2014), capital de la República de Honduras. Tuvo el cargo de primer designado presidencial (2014-2022).
Fue acusado por Leonel Rivera, excapo de Los Cachiros, de haber recibido un soborno de 500 mil dólares.

## Estudios
A finales de los 60s Álvarez inició sus estudios preescolares en la Escuela Americana, institución que lo albergó hasta 1981, cuando culminó su secundaria. En 1982 ingresa gracias a una beca a la Universidad Santo Tomás en Houston, Texas, Estados Unidos, donde en 1985 se graduó en Administración de Empresas. En 1987 culminó una maestría en la misma área en la Universidad de Miami, Florida.

## En la empresa privada
Tras culminar sus estudios universitarios, Álavarez regresó a Tegucigalpa, donde trabajó como gerente general de Transporte Triti. En 1987 pasó a ser gerente general de ventas en Álvarez Automotriz. Del 1994 a 1998 laboró como gerente general de Intermediaria Financiera, luego como gerente de la Promotora Bursátil, S.A. y como presidente de Promociones e Inversiones de Honduras.
En 1998 ingresó al grupo financiero Ficohsa, donde inició como gerente general de la Arrendadora de esta bancaria, y en seguida pasó a ser su vicepresidente de Servicios Financieros. En junio del 2000 abandonó su cargo para dedicarse a la política a tiempo completo, uniéndose a la campaña del nacionalista Ricardo Maduro.

## En política
Entre 1990 y 1994 trabajó como fiscal municipal asistente de la alcaldesa del Distrito Central, Nora Gúnera de Melgar y como gerente de servicios públicos, y del 94 al 98 se desenvolvió como regidor municipal. En junio del 2000 se unió a la campaña del nacionalista Ricardo Maduro, quien al iniciar su presidencia en 2002 lo nombró ministro secretario privado de la Presidencia, cargo que tuvo hasta 2004. También fue nombrado presidente de la Comisión Nacional Pro Instalaciones Deportivas, CONAPID, de 2002 a 2006.

### Alcalde del Distrito Central
En 2006 inició como alcalde del Distrito Central, siendo reelecto en las elecciones de 2009 para el periodo 2010-2014. En 2010 fue nombrado además presidente del Comité Central del Partido Nacional. Algunos de los proyectos que se realizaron en su gestión son:
| Proyecto | Inauguración                | Inversión (en millones de L.) | Notas |
| --- | --------------------------- | ----------------------------- | --- |
| Carretera entre el barrio El Chile y la colonia Cerro Grande, en Comayagüela.                                                          | Ene 2011                    | 50                            | |
| Paso vehicular a desnivel Paz y Esperanza, acompañado de un túnel, entre el bulevar Suyapa y la calle La Hacienda                      | Feb 2012                    | 70                            | |
| Remodelación de la Calle Peatonal, reinaugurada como Paseo Liquidambar                                                                 | 7 jun, 2012                 |                               | Comprendió la reubicación hacia el Centro Comercial La Isla de los vendedores informales que por casi tres décadas se instalaban en ese corredor |
| Ampliación del Paseo Liquidambar | Abr 2013                    |                               | Se concluyó la remodelación de toda la ruta antes llamada Calle Petonal, que va desde el Parque Central hasta el Treatro Nacional Manuel Bonilla |
| Remodelación de la Plaza Los Dolores, reinaugurada como Plaza La Cultura, frente a la iglesia Los Dolores                              | Finales de 2012             | 3                             | Financiación donada por la Cooperación Española                                                                                                  |
| Ampliación del Puente San José en el bulevar Fuerzas Armadas a la altura de Las Brisas                                                 | Nov 2013                    | 31                            | Constructora: Servicios y Representaciones para la Industria y la Construcción (Serpic). Supervisora: Técnica de Ingeniería S.A. (Tecnisa)       |
| Paso vehicular aéreo Ricardo Álvarez, entre los bulevares Fuerzas Armadas y Comunidad Económica Europea frente al Aeropuerto Toncontín | 21 ene, 2014                | 70                            | Entonces el más largo de Honduras con 547 m. Tomó 6 meses de construcción. Constructora: Serpic. Supervisora: Saybe y Asociados                  |
| Trans-450 | 23 ene, 2014 (primera fase) | 600                           | Polémico megaproyecto inconcluso por más de 7 años                                                                                               |

#### Primero los Pobres
"Primero los Pobres" fue un programa social impulsado por el alcalde Álvarez. Entre sus iniciativas se hallaban:
- Bodas Gratis: Realización de uniones civiles gratuitas, todos los viernes del mes de agosto, con motivo del mes de la familia en Honduras.[13]
- Techo Digno: Construcción de techo de madera y láminas de zinc en los hogares de familias pobres.[14]

### Candidato presidencial y designado
El 22 de enero de 2012 lanzó oficialmente su precandidatura presidencial bajo el movimiento "Salvemos Honduras", en un acto celebrado en las instalaciones de la Asociación de Ganaderos y Agricultores de Choluteca, en Choluteca. En las elecciones internas de marzo de 2013, el ganador fue el presidente de Congreso Nacional, Juan Orlando Hernández, con el 39.0 % de los votos, derrotando a Álvarez, quien obtuvo el 33.3 %. El movimiento de Ricardo Álvarez acusó en un comunicado al movimiento de Juan Hernández de ganar las elecciones mediante fraude, valiéndose de la inflación de datos, la compra de mesas electorales, la intimidación, la retención de credenciales, el apoyo económico del presidente de la República Porfirio Lobo y la colusión con grupos del crimen organizado. Asimismo, Álvarez demandó un reconteo "voto por voto". Al final, Álvarez reconoció los resultados oficiales y aceptó la propuesta de Juan Orlando de acompañarlo como candidato a primer designado presidencial.
Hernández ganó las elecciones generales de ese año, por lo que Álvarez pasó a ser, desde el 27 de enero de 2014, primer designado presidencial.

### Candidato a diputado
En las elecciones internas de marzo de 2021 Ricardo Álvarez participó por una candidatura a diputado por el departamento de Francisco Morazán, en el movimiento del presidente del Congreso Nacional, Mauricio Oliva. Sin embargo quedó fuera de la contienda al ubicarse en la posición número 24, siendo necesario quedar entre los primeros 23 puestos. Oliva también perdió la elección interna contra el alcalde de la capital, Nasry Asfura, por lo cual Álvarez se sumó a la campaña presidencial de este último en octubre de 2021.

## Familia
Es hijo primogénito de Idarela Arias y del difunto Ricardo Álvarez. El 17 de febrero de 1990, después de un noviazgo de seis años, se casó con la economista Lucrecia Mejía con quien procreó tres hijas y un hijo: Ana Elena, Analisa, Ariana y Ricardo Antonio Juanjosé.

## Mención en los Papeles de Pandora
Los Papeles de Pandora mencionan a Álvarez como accionista en 2006 de la empresa en Panamá, Netplum International Inc., con la que tiene vínculos al menos hasta 2012. Ese año, el bufete encargado de su creación tramitó un documento en el que Álvarez y su esposa Lucrecia Mejía son los dos únicos accionistas. Otro documento similar fue expedido en 2016, mismo año en que Juan Carlos Álvarez, hermano de Ricardo y entonces presidente ejecutivo del banco nacional Banhprovi, recibió un poder general de Netplum.

## Señalamientos
En marzo de 2021, el excapo de Los Cachiros Leonel Rivera dijo en un juicio en Nueva York que sobornó a altos funcionarios del gobierno de Honduras, entre ellos a Ricardo Álvarez en 2012, con 500 mil dólares y a cambio de prevenir que sus hermanos fueran capturados en Honduras. Álvarez negó categóricamente las acusaciones en un comunicado publicado en Twitter, donde se puso a disposición de las autoridades locales para aclarar cualquier posible duda.
Álvarez ha sido reporchado por el inconcluso proyecto del Trans-450, principalmente por haber realizado una ceremonia de inauguración del mismo cuando estaba poco avanzado —a menos del 30 % de su completación según un informe de mayo de 2014. Álvarez defendió su gestión en el proyecto diciendo: «Tres directores del Banco Centroamericano de Integración Económica [...] han dicho que se llevaron a cabo todas las auditorías; que se terminó a tiempo, que se hizo de acuerdo con las especificaciones [...] Yo estoy tranquilo»; «Yo terminé mi parte». También dijo estar indignado con que el proyecto no se halla terminado.